# NGC 790
NGC 790 је лентикуларна галаксија у сазвежђу Кит која се налази на NGC листи објеката дубоког неба.
Деклинација објекта је - 5° 22' 14" а ректасцензија 2h 1m 21,6s. Привидна величина (магнитуда) објекта NGC 790 износи 13,0 а фотографска магнитуда 14,0. NGC 790 је још познат и под ознакама MCG -1-6-26, PGC 7677.